# Swing States: Harmony in Battle Ground
Swing States: Harmony in Battle Ground ist ein Jazzalbum der Regina Carter Freedom Band. Die 2019 entstandenen Aufnahmen erschienen 2020 auf Tiger Turn/eOne.

## Hintergrund
Amerikanische Präsidentschaftskampagnen seien oft sehr eng fokussiert, schrieb Bob Shepherd. Eine Studie zeige, dass bei den Wahlen 2016 94 Prozent der Veranstaltungen in zwölf Bundesstaaten stattfanden, wobei den verbleibenden 38 wenig oder gar keine Aufmerksamkeit geschenkt wurde. Der moderne Kampagnenprozess tausche häufig Mitgefühl in der Bevölkerung gegen politische Macht, so der Autor. Das Album Swing States: Harmony in the Battleground der Regina Carter Freedom Band spreche in erster Linie dieses Problem an. Mit dem Albumtitel werde ausgedrückt, dass alle fünfzig Staaten wichtig sind, nicht nur eine kleine Handvoll. Dabei fordert es die Einheit und Anerkennung der Menschlichkeit des jeweils anderen. Die Gruppe befürwortet jedoch niemals die Aufgabe von Prinzipien oder die Beseitigung kultureller Unterschiede. „Stattdessen scheinen sie die erklärten - wenn auch nicht immer angewandten - Ideale zu unterstützen, auf die das Land stolz ist. Das Konzept von E Pluribus Unum - „Aus vielen, einem“ – stammt aus dem Jahr 1776, dem Jahr der Unabhängigkeit. Es bedeutete jedoch nie, die einzigartigen Merkmale der einzelnen oder lokalisierten Gruppen aufzugeben.“ Carters Zustimmung zu diesem Konzept werde mit dem ersten Stück deutlich, schrieb Shepherd, einem Monolog, der über einer Interpretation von America the Beautiful liegt. In ihm betont sie die Wichtigkeit der Abstimmung, die verschiedenen Kulturen, denen sie als Kind begegnet ist, und wie wir uns alle respektieren sollten. Diese Einführung leitet letztendlich den Rest der Aufnahme ein, in der sie Volkslieder aus verschiedenen Staaten präsentiert und sie damit alle gleichstellt.
Regina Carter, die selbst aus einem Swing-Staat, nämlich Michigan stammt, nahm auf ihrem Album eine Reihe von Songs auf, die eng mit Swing-Staaten verbunden sind – wie „Swanee River“ mit Florida, „On Wisconsin!“ mit Wisconsin und „Georgia on My Mind“ mit Georgia. Ihr eigener Heimatstaat wird sowohl durch eine Version des Motown-Klassikers „Dancing in the Street“ als auch durch den „Faygo Boat Song“ repräsentiert. Es gibt auch eine optimistische Version von „Rocky Mountain High“, den Hit von John Denver, der gleichzeitig die Hymne von Colorado ist. In der Mitte des Programms spielt Regina Carter unbegleitet Pete Seegers berühmtes Thema „We Shall Overcome“, der Hymne der Bürgerrechtsbewegung. Mit Regina Carter spielten der Trompeter und Arrangeur John Daversa, der Pianist Jon Batiste, die Bassisten Alexis Cuadrado und Kabir Sehgal sowie der Schlagzeuger Harvey Mason. Auf dem Stück „Rocky Montain High“ ist auch Brian Gorrell zu hören, ein Tenorsaxophonist und Jazzpädagoge aus Oklahoma.

## Titelliste
- Regina Carter Freedom Band, Swing States: Harmony in Battle Ground (Tiger Turn/eOne)

1. Welcome to Swing States from Regina Carter 1:41
2. Georgia On My Mind (Hoagy Carmichael) 4:05
3. Rocky Mountain High (Colorado) (John Denver, Mike Taylo) 4:02
4. Dancing in the Street (Detroit, Michigan) (Marvin Gaye, William „Mickey“ Stevenson, Ivy Jo Hunter) 6:08
5. Jon Batiste 504 0:48
6. You Are My Sunshine  6:41
7. We Shall Overcome (Pete Seeger) 1:04
8. Harvey Mason in Kansas  0:56
9. Home on the Range (Kansas) (Daniel E. Kelly, Brewster M. Higley) 5:46
10. John Daversa in the Everglades   1:01
11. Swanee River (Florida) (Stephen Foster) 4:57
12. Pennsylvania (Eddie Khoury, Ronnie Bonner) 5:03
13. On Wisconsin! (William T. Purdy, Charles D. Rosa, J. S. Hubbard) 6:34
14. Faygo Boat Song (Michigan) 0:35

Die Kompositionen stammen von den angegebenen Urhebern.

## Rezeption
Matt Micucci zählte in Jazziz das Album zu den zehn besten Veröffentlichungen des Monats und lobte, Regina Carter leite ein herausragendes Ensemble. Vor dem Hintergrund der Präsidentschaftswahlen in den USA, im Zuge der COVID-Krise und der Black-Lives-Matter-Proteste stelle sie in Swing States 14 Songs neu vor, um damit die Macht der Demokratie durch Musik zu beleuchten.

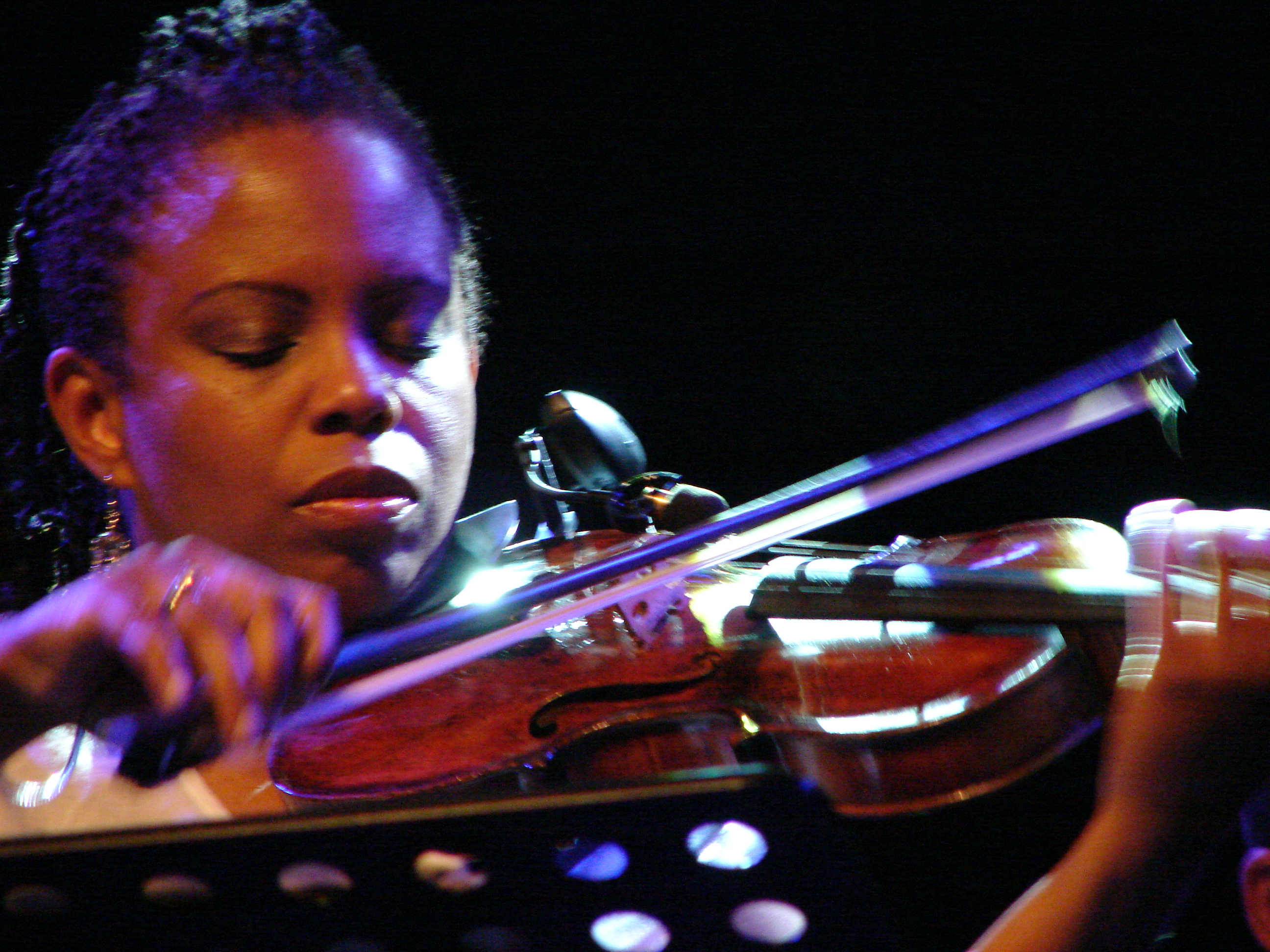
Regina Carter

Rob Shepherd schrieb in Post Genre, die Regina Carter Freedom Band sei politisch, aber nicht offen parteiisch. Die Entscheidung, sich auf das zu konzentrieren, was verbinde und nicht trennt, sei im Fokus der Künstler. Das Album gewinn auch in Zeiten von Quarantänen und Lockdowns zusätzliche Bedeutung. Über Städte, Berge, Bayous, Flüsse und Ebenen hinweg bietet das Album einen amerikanischen Roadtrip für Hörer, die nicht weit von zu Hause entfernt reisen können. Dabei präsentiere die Gruppe auch die darin enthaltenen Kulturen und wie sie alle zu einem Patchwork zusammenpassen, aus dem die Nation besteht. In vielerlei Hinsicht schreibe Carter eine aufgeklärte und ermächtigte soziologische Abhandlung, nicht mit einem Stift, sondern mit einem rosigen Bogen.
Leonid Auskern meinte in Jazzquad, Regina Carters Album sei wegen seines besonderen konzeptuellen Charakters hervorhebenswert. Carter und ihr Team glauben fest an die demokratischen Prinzipien, auf denen Amerika basiert, und beziehen sich in diesem Werk in erster Linie auf die sogenannten Swing States, deren Wahlausgang bei den Herbstwahlen viel entscheiden könnten: daher die Zusammensetzung von Pennsylvania, Swanee River (Florida) und Rocky Mountain High (Colorado). Neben den politischen Aussagen gebe es aber auch die reinen Instrumental-Leistungen der Mitspieler, die in diesem Kampagnenprojekt nirgendwo verschwunden seien. Und Regina Carter und ihren Partnern zuzuhören sei eine wahre Freude, unabhängig von ihren Anliegen.
Nate Chinen schrieb in WBGO: „Als stolze Tochter von Detroit ist sie auch eine gebürtige Michiganerin. Kürzlich hat sie über die politischen Spaltungen in unserer Nation nachgedacht und darüber, dass wir uns der Schwelle einer Präsidentschaftswahl nähern.“
Nach Ansicht von Phil Freeman (Stereogum) hat die Geigerin Regina Carter diese Platte mit der Absicht aufgenommen, die Aufmerksamkeit der Menschen auf die Wichtigkeit der Abstimmung zu lenken, und sie hat dies mit einer beeindruckenden Band getan. Dank des zusätzlichen Rhythmus können sie sogar John Denvers „Rocky Mountain High (Colorado)“ in etwas Hörenswertes verwandeln, so der Autor. Carters klare, schnelle Geigenlinien machen den Song zum perfekten Soundtrack für einen Spaziergang durch den Wald an einem sonnigen Frühlingsnachmittag.
Der Kritiker von Midwest Records schrieb, dieser Jazz via Americana-Songs bringe einige gleichgesinnte Freunde zusammen, die damit bezeugten, dass Musik die universelle Sprache ist. Mit gesprochenen Abschnitten, die ungewöhnliche musikalische Entscheidungen verbinden, die ernsthaft und mit Leidenschaft gespielt werden, sei dies eine viel mächtigere Aussage, als es alle politischen Konventionen in beiden Lagern darstellen könnten. Dies sei Carters klarer Ruf, rauszukommen und abzustimmen.